# Abdelouahed Chakhsi
Abdelouahed Chakhsi (arab. عبد الواحد الشخصي, ur. 1 października 1986 w Casablance) – marokański piłkarz, grający na pozycji prawego obrońcy w Moghrebie Tétouan. 

## Kariera klubowa

### KAC Kénitra (2011–2012)
Zaczynał karierę w KACu Kénitra. W tym zespole zadebiutował 22 sierpnia 2011 roku w meczu przeciwko Rai Casablanca, wygranym 1:0. Zagrał cały mecz. Pierwszą asystę zaliczył 19 listopada w meczu przeciwko JS Massira, przegranym 3:1. Asystował przy golu w 11. minucie. Łącznie zagrał 10 meczów i miał asystę.

### Lausanne-Sport (2012–2015)
1 stycznia 2012 roku przeniósł się do FC Lausanne-Sport. W szwajcarskim zespole zadebiutował 19 lutego w meczu przeciwko FC Luzern, zremisowanym 0:0, grając całe spotkanie. Pierwszą asystę zaliczył 29 kwietnia w meczu przeciwko FC Basel, przegranym 3:1. Asystował przy bramce w 20. minucie. Pierwszego gola strzelił 15 marca 2014 roku w meczu przeciwko FC Thun, zremisowanym 2:2. Do siatki trafił w 93. minucie. Łącznie zagrał 100 meczów, strzelił gola i miał 8 asyst.

### Kawkab Marrakesz (2015–2017)
12 lipca 2015 roku wrócił do ojczyzny, podpisując kontrakt z Kawkabem Marrakesz. W tym zespole zadebiutował 6 września w meczu przeciwko Mouloudii Wadżda, wygranym 2:0. Zagrał całe spotkanie. Pierwszą asystę zaliczył 31 października w meczu przeciwko Moghrebowi Tétouan, wygranym 2:1. Asystował przy golu w 16. minucie. Łącznie zagrał 37 meczów i zaliczył jedną asystę.

### Moghreb Tétouan (2018)
Od 1 lipca 2017 roku do 13 stycznia 2018 roku był bez klubu – wtedy właśnie trafił do Moghrebu Tétouan. W tym zespole zadebiutował 24 lutego w meczu przeciwko FUSowi Rabat, przegranym 2:0. Zagrał całą pierwszą połowę. Pierwszą asystę zaliczył 5 maja w meczu przeciwko Kawkabowi Marrakesz, wygranym 1:0. Asystował przy golu w 56. minucie. Łącznie w tym okresie gry w Tetuanie zagra 10 meczów i miał asystę.

### FAR Rabat (2018–2019)
1 lipca 2018 roku podpisał kontrakt z FARem Rabat. W stołecznym zespole zadebiutował 27 października w meczu przeciwko Olympique Khouribga, wygranym 3:2, grając jedną minutę. Łącznie zagrał 14 meczów.

### Powrót do Moghrebu (2019–)
4 lipca 2019 roku wrócił do Moghrebu. Ponownie w tym klubie zadebiutował 29 września w meczu przeciwko Renaissance Zemamra, wygranym 1:0, grając 7 minut. Łącznie do 13 lutego 2022 roku zagrał 26 meczów i miał asystę.